# 彭蒂·韩培

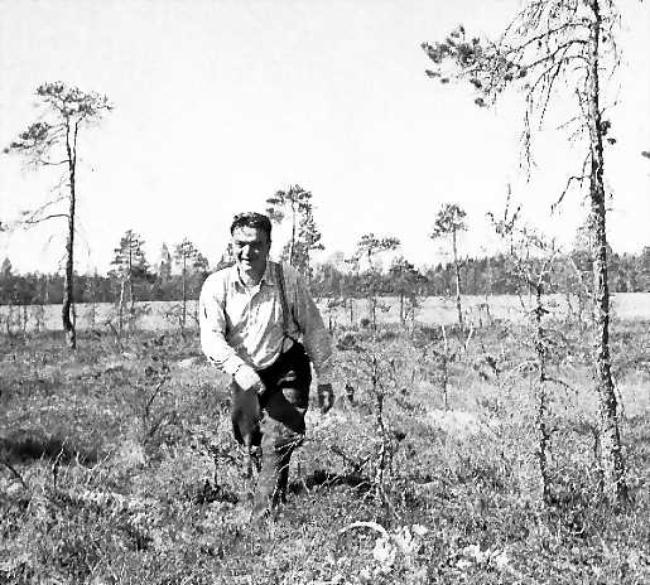
1950年韩培在皮波拉的沼泽里行走

彭蒂·米卡埃尔·韩培（芬蘭語：Pentti Mikael Haanpää，1905年10月14日—1955年9月30日）是芬兰作家。他尤其以短篇小说而著称。他共写作过350篇左右的短篇小说，并发表过十部长篇小说。1948年他被授予Pro Finlandia奖章。
韩培是芬兰文学中独创的故事叙述者，他的语言风格结合了日常口语的技巧和哲学智慧。他是一位社会批判家，也是芬兰独立后唯一一位被所有出版商都拒绝过的知名作家。
韩培的较优秀的作品有长篇小说《荒原之夜》（1940）、《九个男人的靴子》（1945）、《面粉》（1949）和短篇小说集《阵地和军营》（1928）、《当代》（1942）及《原子弹的研究者》（1950）等。在1931年出版的《魔界》一书中描述了工业化对芬兰人赖以生存的林业，以及世世代代伴其左右的森林带来的变革和影响。他曾于1953年随芬兰友好代表团访问中国，回国后写了《中国游记》。